# بليك ماكدونالد
بليك ماكدونالد هو لاعب كرلنغ كندي، ولد في 10 أبريل 1976 في كولد لايك في كندا.

## وصلات خارجية
- بليك ماكدونالد على موقع الاتحاد الدولي للكرلنغ (الإنجليزية)